# Röppisch
Röppisch ist ein Ortsteil der Stadt Saalburg-Ebersdorf im Saale-Orla-Kreis in Thüringen.
Das 198 Einwohner (Stand 1. Januar 2016) zählende Dorf Röppisch liegt im Osten des Bundeslandes Thüringen. Es wurde am 6. Mai 1993 in die damalige Gemeinde Ebersdorf/Thüringen eingegliedert.
Zu Röppisch, das etwa 500 Meter über dem Meeresspiegel liegt, gehören ein Dauercampingplatz und eine Wochenendhaus-Siedlung. Beide liegen etwa einen Kilometer vom Dorfmittelpunkt entfernt unmittelbar an der Röppischer Bucht der Bleilochtalsperre.
Das in waldreicher Umgebung liegende Dorf bietet eine im romanischen Stil erbaute Kirche, zwei Gaststätten, einige Ferienwohnungen und eine landwirtschaftliche Genossenschaft, die aus einer Landwirtschaftlichen Produktionsgenossenschaft hervorgegangen ist.

## Geographie
Auf einer Hochfläche des Südostthüringer Schiefergebirges westlich des Bleilochstausees der Saale liegt der Ort Röppisch. Bewaldete Anhöhen und Abhänge zur Saale lockern das Umland auf.
Nachbarorte sind südlich Zoppoten, westlich Friesau und nördlich Remptendorf.

## Geschichte

### Name
Verschiedene Heimatforscher bescheinigen diesem Dorf ein hohes Alter, haben aber Probleme mit dem Ortsnamen. In älteren Quellen (1071, 1325) erscheint als Ortsname „Retzsch“ oder „Reuz“ und ab 1356 „Ropsch“ in diversen Schreibweisen, bis sich ab 1600 das heutige „Röppisch“ durchsetzt. Einzelne Historiker leiteten daraus zwei Ortschaften ab. Dafür reicht aber der Platz nicht aus und außerdem wird 1325 für Retzsch / Reuz und 1356 für Ropsch ein und derselbe Lehnbauer mit dem Namen Conrad Ritzen genannt.

### Mittelalter
Offensichtlich ist aber die Entstehung des Dorfes eng mit dem sogenannten „Alten Schloß“, einem heutigen Bodendenkmal, auf dem Bergsporn gegenüber der Bleiloch-Sperrmauer verbunden.
Dazu einige Anmerkungen zur politischen Lage im 9. Jahrhundert: Thüringen gehörte zum Ostfrankenreich und bildete für einige Jahrzehnte dessen Ostgrenze, im Wesentlichen entlang der Saale. Lediglich von Orlamünde bis zum heutigen Ziegenrück wurde das Saaleknie bei Saalfeld abgekürzt. Die drei Nachfolger Karls des Großen lagen ständig im Streit und deren Reiche schwächten sich gegenseitig. Das ermunterte die sorbischen Daleminzer und Böhmen (Tschechen) zu Beutezügen bis weit nach Thüringen hinein. König des Ostfrankenreiches war von 843 bis 876 Ludwig der Deutsche. Er organisierte zur Überwachung der Grenze um 850 die Sorbische Mark. Als erster Herzog fungierte bis 873 Tachulf. Dessen Machtzentrum war der Raum Saalfeld. Im damals noch unbesiedelten Waldgebirge wurden an günstigen Stellen kleine Grenzwarten angelegt. Eine solche war offensichtlich das o. g. „Alte Schloß“. In Walsburg ist möglicherweise eine Nachbaranlage zu sehen. Die altdeutsche Bezeichnung für eine solche Grenzwarte war „Letze“. Mit einem Schloss im heutigen Sinn hatte das nichts zu tun. In Holz-Erde-Bauweise entstand ein einfacher Bau mit Wachturm, umgeben von einer Palisade und durch einen Halsgraben vom Hinterland, abgesichert für eine kleine Besatzung. (Das Bild von Martin Zschächner in der Anlage soll das verdeutlichen.)
Selbst die Errichtung, Besetzung und Versorgung der „Letze“ war für die damalige Zeit eine Herausforderung. Dafür erforderliche Leute mussten erst im Unterland gewonnen werden. Im Raum Saalfeld und in der Orlasenke gab es ausreichend reichstreue Sorben. So wurden offensichtlich einige sorbische Sippen hier im Oberland angesiedelt. Diese konnten sich natürlich einen günstigen Platz aussuchen. Es entstand der typische sorbische Rundling um eine Quellmulde herum mit nur einem Zugang. Noch 1356 wird für Ropsch ein Lehnbauer mit Namen Hermann bei dem Tor genannt. Die sorbische Bezeichnung für einen solchen Ort war „Robotschitsch“ oder einfach „Robitsch“. Dieser Ortsname wandelte sich über diverse Schreibweisen bis um 1600 zum heutigen Röppisch.
Ältere deutsche Quellen von 1071 und 1325 lassen den Begriff „Letze“ durchscheinen; 1071 Jezowa für Lätzschbach und 1325 Retzsch oder Reuz für das Dorf und den Bach. Der Bach, der unterhalb in die Saale mündet, heißt wahlweise Lätzschbach oder Retzschbach. Dasselbe traf für die Lätzsch- oder Retzschmühle zu, die ebenso im Stausee versank.
Für eine enge Verbindung der ehemaligen Grenzwarte zu Röppisch spricht das alte Flurstück „Trommelschläger“. Von dort konnte bei Gefahr das Dorf vorgewarnt werden.
Zu erwähnen ist aufgrund der geographischen Nähe noch das kleine Dorf Hohndorf auf dem gleichen Höhenrücken knapp zwei km südlich des „Alten Schlosses“. Hohndorf mit acht bis neun Lehnbauern wurde um das Jahr 1300 durch das Rittergut Pöritzsch gegründet und war bereits 1505 eine Wüstung. Ein von Draxdorf zu Pöritzsch löste 1505 die letzten drei Bauernhöfe auf. Diese Flächen gingen zumeist an Lehnbauern in Röppisch und die Feldflur wurde zum Teil wieder zu Wald.

## Kultur und Sehenswürdigkeiten
Die ursprünglich als Wehrkirche errichtete St.-Wolfgangs-Kirche besticht vor allem durch ihre reiche Ausstattung. Die innere Kirchentür weist noch die mittelalterlichen schmiedeeisernen Beschläge auf.
Das Vereinsleben wird von Sportverein, Jugendklub und von der Freiwilligen Feuerwehr geprägt.